# ГЭС Ашта 1, 2
ГЭС Ашта 1, 2 (алб. HEC Ashta 1, 2) — гидроэлектроэнергетический комплекс на севере Албании, состоящий из двух однотипных ГЭС на деривационном канале в низовьях реки Дрин. Это самые низкие по расположению станции Дринского каскада, плотина которых построена в 2,5 км от ГЭС Вау-и-Дейес.
В 1970-х годах на месте будущей ГЭС Ашта началась реализация проекта Бушат. В рамках проекта успели перекрыть Дрин плотиной и построить ряд инфраструктурных объектов. Впрочем, после падения коммунизма в Албании, строительство были вынуждены прекратить ввиду недостатка средств. В 2001 году пытались возобновить работы, однако этому уже помешали экологические обстоятельства. По проекту Бушат планировалось, что деривационный канал будет достигать реки Буна, в которую впадает Дрин.
Строительство комплекса по новому проекту началось в 2010 году и завершилось введением в эксплуатацию через 3 года. Выполненное двумя австрийскими компаниями Verbund и EVN AG, оно стало первым значительным гидроэнергетическим проектом после падения коммунизма в Албании. Уже имеющуюся плотину усилили дополнительным земляной насыпью.
Слева от неё начинается деривационный канал, через 200 м находится ГЭС Ашта-1, ширина которой составляет 126 м. После первой станции незначительная часть воды сбрасывается в русло реки для поддержки естественной экосистемы.
Основная же часть воды направляется по каналу длиной до 5 км и шириной 85 метров, при сооружении которого пришлось выполнить земляные работы в объеме 3 млн м³. Перед ГЭС Ашта-2 канал снова расширяется до 126 м, необходимых для размещения запланированного оборудования станции. После второй ГЭС построен отводящий канал длиной 0,8 км и шириной 85 м.
Кроме земляных работ на строительстве гидроузла использовали 90 тыс. м³ бетона.
Особенностью проекта является использование многочисленных турбин небольшой единичной мощности: на каждой из станций установлено по 45 турбин. Такой выбор объясняется небольшим напором (5 и 7,5 м для ГЭС Ашта 1 и 2 соответственно).
ГЭС Ашта 1 введена в эксплуатацию в 2012 году.